# Ernst von Metternich
Ernst von Metternich (ur. 5 listopada 1657, zm. 27 grudnia 1727 w Ratyzbonie) – pruski dyplomata, administrator i polityk, hrabia.
Od 3 listopada 1707 roku do 5 czerwca 1709 był pruskim gubernatorem Neuchâtel, będąc jednocześnie ministrem-pełnomocnym.
W 1712 saski wysłannik na sejm Rzeszy Karl Gottfried von Bose i Metterrnich wspólnie pracowali nad wzmocnieniem cesarskiego Corpus Evangelicorum